# Alegeri legislative în Țările de Jos, 1918
La data de 3 iulie 1918, în Țările de Jos, au avut loc alegeri generale pentru Camera Reprezentanților Parlamentului Neerlandez. Acestea au fost primele alegeri la care au votat doar bărbații, prezența acestora la vot fiind reprezentativă. 

## Partidele participante
| Partide                                       | %    | Număr de locuri |
| --------------------------------------------- | ---- | --------------- |
| Roomsch-Katholieke Bond van kiesvereenigingen | 30.0 | 30              |
| Sociaal Democratische Arbeiders Partij        | 22.0 | 22              |
| Anti-Revolutionaire Partij                    | 13.4 | 13              |
| Christelijke-Historische Unie                 | 6.5  | 7               |
| Liberale Unie                                 | 6.2  | 6               |
| Vrijzinnig Democratische Bond                 | 5.3  | 5               |
| Bond van Vrije Liberalen                      | 3.8  | 4               |
| Economische Bond                              | 3.1  | 3               |
| Sociaal-Democratische Partij                  | 2.3  | 2               |
| Middenstandspartij                            | 0.8  | 1               |
| Christen-Democratische Partij                 | 0.8  | 1               |
| Plattelandersbond                             | 0.7  | 1               |
| Socialistische Partij                         | 0.7  | 1               |
| Bond van Christen-Socialisten                 | 0.6  | 1               |
| [Christelijk Sociale Partij                   | 0.6  | 1               |
| Neutrale Partij                               | 0.5  | 1               |
| Verbond Democratisering Weermacht             | 0.5  | 1               |
| Total                                         | -    | 100             |

## Partide
- Partidul Anti Revolutionar(Anti-Revolutionaire Partij)
- Liga Țăranilor (Plattelandersbond)
- Partidul Creștin Democrat (Christen-Democratische Partij)
- Uniunea Creștin Istorică (Christelijke-Historische Unie)
- Partidul Social Creștin (Christelijk Sociale Partij)
- Liga Economică (Economische Bond), ramură a Ligii Democratice a Gândirii Libere
- Liga Democratică a Gândirii Libere (Vrijzinnig Democratische Bond)
- Liga Creștin Socialistă(Bond van Christen-Socialisten)
- Liga Liberalilor (Bond van Vrije Liberalen)
- Liga pentru Democratizarea Armatei (Verbond Democratisering Weermacht)
- Uniunea Liberală (Liberale Unie)
- Partidul Clasei de Mijloc (Middenstandspartij)
- Partidul Neutru (Neutrale Partij)
- Liga Asociațiilor Romano-Catolice (Roomsch-Katholieke Bond van Kiesvereenigingen)
- Partidul Social Democratic (Sociaal-Democratische Partij), offshoot of the Social Democratic Workers' Party
- Partidul Social Democrat al Muncitorilor (Sociaal-Democratische Arbeiderspartij)
- Partidul Socialist (Socialistische Partij)